# Szerelem kívánságra
A Szerelem kívánságra (eredeti cím: A Wedding for Bella vagy korábban The Bread, My Sweet) 2001-ben bemutatott amerikai romantikus filmdráma, rendezte Melissa Martin. A produkció főszerepében Scott Baio és Kristin Minter. 2001. februárjában mutatták be először a Santa Monica Nemzetközi Filmfesztiválon. 2003. január 17-én kapott egy szűk körű vetítést az Egyesült Államokban. Magyarországon a televízióban volt először látható 2004. szeptember 1-jén.

## Történet
Dominic, a sikeres üzletember, anyjaként szeret egy idős asszonyt. A nő azonban súlyos beteg, egyetlen lányával eltávolodtak egymástól. Dominic elhatározza, hogy látszatból feleségül veszi az asszony lányát, hogy az utolsó pillanataiban boldoggá tegye.

## Szereplők
| Szerep       | Színész        | Magyar hangja |
| ------------ | -------------- | ------------- |
| Dominic      | Scott Baio     |               |
| Lucca        | Kristin Minter |               |
| idős asszony | Rosemary Prinz |               |
| Pino         | Shuler Hensley |               |

Szerephez nem sorolt magyar hangok: Balázsi Gyula, Barbinek Péter, Bíró Ivett, Fehér Péter, Garai Róbert, Görög László, Gruber Zita, Hámori Ildikó, Karácsonyi Zoltán, Keönch Anna, Kéri Kitty, Koffler Gizella, Kristóf Tibor, Némedi Mari, Papucsek Vilmos, Petridisz Hrisztosz

## Fogadtatás

### Kritikai visszhang
A film vegyes visszajelzéseket kapott a filmkritikusoktól. A Rotten Tomatoeson 54%-os minősítést ért el 50 értékelés alapján. Frank Scheck a Hollywood Reportertől azt írta: „Ha hajlandó vagy lenyelni ezeket a sablonos cselekményeket, akkor észszerűen élvezheted ezt a durván csiszolt debütálást, amely sokkal hatékonyabb a csendesebb, párbeszédekkel teli pillanatokban, mint amikor ambiciózusabb filmes ötletekkel próbálkozik.” Dave Kehr a New York Timestól azt írta: „Elég kesze-kusza, tele narratív hézagokkal és önkényesen megjelenő és eltűnő karakterekkel.” V. A. Musetto a New York Posttól azt írta: „Sajnos a jó szándékból nem mindig lesz jó film.”
A MetaCritic 54 pontot adott a 100-ból 19 vélemény alapján. Roger Ebert azt írta a filmről: „Igen, a film elcsépelt, de nem, nem buta. Okos és éleslátó, ahogyan megússza ezt a történetet, ami már-már egy mese.” Joe Leydon a Varietyn úgy vélte: „Pehelysúlyú, de szerethető film.” Ann Hornaday a Washington Posttól azt írta: „A film elviselhetetlen lenne, ha nem lenne meg a szereplők teljes őszintesége és elkötelezettsége.”

### Bevétel adatai
A Box Office Mojo szerint a produkció 1 millió dolláros bevételt generált, a költségvetésről nincs elérhető információ.